# Torony
Torony est une commune du comitat de Vas en Hongrie, résultant de l'union en 1950 de Torony et d'Ondód.